# Nina Brattsjikova
Nina Olegovna Brattsjikova (Russisch: Нина Олеговна Братчикова; Zjoekovski, 28 juni 1985) is een voormalig professioneel tennisspeelster uit Rusland. Op zevenjarige leeftijd begon zij met tennis. Haar favoriete ondergrond is hardcourt. Zij speelt rechtshandig en heeft een tweehandige backhand. Zij was actief in het internationale tennis van 2000 tot en met 2014.

## Loopbaan
In 2000 speelde Brattsjikova haar eerste ITF-toernooi, in 2001 won zij een ITF-toernooi in het dubbelspel.
In 2012 won Brattsjikova haar eerste WTA-titel: in het dubbelspel van het toernooi van Pune, samen met de Georgische Oksana Kalasjnikova. Tot dat moment bezat zij reeds 35 dubbelspeltitels op het ITF-circuit.

## Posities op deWTA-ranglijst
Positie per einde seizoen:
| jaar | rang enkelspel | rang dubbelspel |
| ---- | -------------- | --------------- |
| 2000 | 925            | 821             |
| 2001 | 818            | 715             |
| 2002 | 451            | 506             |
| 2003 | 425            | 361             |
| 2004 | 229            | 218             |
| 2005 | 259            | 158             |
| 2006 | 234            | 143             |
| 2007 | 371            | 188             |
| 2008 | 195            | 148             |
| 2009 | 214            | 148             |
| 2010 | 143            | 139             |
| 2011 | 143            | 76              |
| 2012 | 85             | 70              |
| 2013 | 137            | 90              |
| 2014 | 1244           | 1282            |

## Resultaten grandslamtoernooien
| Legenda | Legenda                          |
| ------- | -------------------------------- |
| g.t.    | geen toernooi gehouden           |
| l.c.    | lagere categorie                 |
| –       | niet deelgenomen                 |
| G       | uitgeschakeld in de groepsfase   |
| 1R      | uitgeschakeld in de eerste ronde |
| 2R      | uitgeschakeld in de tweede ronde |
| 3R      | uitgeschakeld in de derde ronde  |
| 4R      | uitgeschakeld in de vierde ronde |
| KF      | uitgeschakeld in de kwartfinale  |
| HF      | uitgeschakeld in de halve finale |
| F       | de finale verloren               |
| W       | het toernooi gewonnen            |
| w-v     | winst/verlies-balans             |

### Enkelspel
| toernooi        | 2012 | 2013 |
| --------------- | ---- | ---- |
| Australian Open | 3R   | 1R   |
| Roland Garros   | 3R   | 1R   |
| Wimbledon       | 1R   | 1R   |
| US Open         | 1R   | –    |

### Vrouwendubbelspel
| toernooi        | 2012 | 2013 |
| --------------- | ---- | ---- |
| Australian Open | 1R   | 1R   |
| Roland Garros   | 3R   | 2R   |
| Wimbledon       | 1R   | –    |
| US Open         | 2R   | 1R   |

## Palmares
| Legenda                | Legenda                  |
| ---------------------- | ------------------------ |
| Grandslamtoernooi      |                          |
| Olympische Spelen      |                          |
| Year-End Championships |                          |
| tot 2009               | 2009 – 2020 / vanaf 2021 |
| Tier I                 | Premier Mandatory        |
| Tier II                | Premier Five / WTA 1000  |
| Tier III               | Premier / WTA 500        |
| Tier IV & V            | International / WTA 250  |
|                        | Challenger / WTA 125     |

### WTA-finaleplaatsen enkelspel
geen

### WTA-finaleplaatsen vrouwendubbelspel
| nr.              | finale     | toernooi      | ondergrond | partner             | tegenstandsters                       | score            |         |
| ---------------- | ---------- | ------------- | ---------- | ------------------- | ------------------------------------- | ---------------- | ------- |
| gewonnen finales |            |               |            |                     |                                       |                  |         |
| 1.               | 2012-11-11 | WTA Pune      | hardcourt  | Oksana Kalasjnikova | Julia Glushko Noppawan Lertcheewakarn | 6-0, 4-6, [10-8] | details |
| verloren finales |            |               |            |                     |                                       |                  |         |
| 1.               | 2008-10-05 | WTA Tasjkent  | hardcourt  | Kathrin Wörle       | Ioana Raluca Olaru Olha Savtsjoek     | 7-5, 5-7, [7-10] | details |
| 2.               | 2011-04-24 | WTA Fez       | gravel     | Sandra Klemenschits | Andrea Hlaváčková Renata Voráčová     | 3-6, 4-6         | details |
| 3.               | 2013-07-14 | WTA Boedapest | gravel     | Anna Tatishvili     | Andrea Hlaváčková Lucie Hradecká      | 4-6, 1-6         | details |